# Nesticus silvanus
Espèce
Nesticus silvanus est une espèce d'araignées aranéomorphes de la famille des Nesticidae.

## Distribution
Cette espèce est endémique des États-Unis. Elle se rencontre en Caroline du Nord dans les comtés de Haywood, de Macon, de Swain, de Madison et de Jackson et au Tennessee dans le comté de Cocke,.

## Description
La femelle holotype mesure 3,2 mm.
Le mâle décrit par Hedin et Milne en 2023 mesure 3,28 mm.

## Systématique et taxinomie
Cette espèce a été décrite par Gertsch en 1984.

## Publication originale
- Gertsch, 1984 : « The spider family Nesticidae (Araneae) in North America, Central America, and the West Indies. » Bulletin of the Texas Memorial Museum, vol. 31, p. 1-91 (texte intégral).